# Пивоваров, Борис Иванович
Пивова́ров Бори́с Иванович (укр. Борис Пивоваров; 10 июня 1951, Дрогобыч — 1995, Львов) — советский и украинский гитарист. Будучи самоучкой, знал нотную грамоту, считался одним из лучших гитаристов (электрогитара) в СССР, особенно после выхода концептуального альбома Давида Тухманова «По волне моей памяти» (1976), на котором сыграл все гитарные партии. В очень молодом возрасте начал играть в аккомпанирующем ансамбле певца Валерия Ободзинского «Золотая карета» в Донецке а затем оркестре Лундстрема в Москве. В 1973 году перешёл в следующий аккомпанирующий состав Ободзинского — вокально-инструментальный ансамбль (ВИА) «Верные друзья». Ни одной видеозаписи Пивоварова в публичном пространстве не сохранилось. Известность гитариста практически не выходила за пределы СССР, хотя на Западе его, по некоторым сведениям, называли «советским Клэптоном». Работавшие с ним музыканты сравнивали его игру на гитаре с игрой Джими Хендрикса. Умер от последствий алкоголизма и наркомании.

## Биография

### Детство и юность
Борис Пивоваров родился 10 июня 1951 года, детство и юность провёл во Львове, на Западной Украине. Игрой на гитаре Борис Пивоваров начал заниматься самостоятельно, беря уроки у преподавателей Львовской консерватории. Окончил музыкальное училище в  Дрогобыче..

### ВИА «Золотая карета», оркестр Олега Лундстрема
В начале 1970-х годов Валерий Ободзинский вместе со своим аккомпанирующим составом «Золотая карета», базирующемся в Донецкой филармонии, был на гастролях во Львове, где музыканты ансамбля познакомились с очень молодым тогда Борисом Пивоваровым. Барабанщик Александр Цыгальницкий вспоминал об этом:
…От его игры мы просто обалдели. Тогда был в моде Джими Хендрикс, и когда играл Боря, было ощущение, что этот человек играет Хендрикса если не один в один, то очень здорово. Мы его взяли. Ноты он знал. Потом мы помогли с репертуаром, и за счёт того, что он был очень музыкальным парнем, Боря очень быстро вошёл в программу. Был такой случай. Идёт концерт и Валера [Ободзинский] поёт «I believe» Тома Джонса. Боря входил в программу и даже ещё не выходил на сцену, подыгрывал за кулисами. И его обыгрыши были такими классными, что и песня зазвучала по-другому. Сразу полилась такая музыка… Ну, мастер, что там говорить. Всем очень понравилось. Вообще он быстро вошёл в программу. С гитарой он не расставался, возил с собой акустическую, которую держал всегда рядом. Только проснулся и сразу гитару в руки. Когда я слушал Джими Хендрикса, то думал, что там играют несколько гитаристов, но когда я услышал и увидел в реальности, то просто был обескуражен. Боря это делал один, как и Джимми Хендрикс. Я, Алик и Боря играли какие-то произведения из репертуара Джими Хендрикса, но не в концерте, а так, для себя. Кажется, даже готовили репертуар к джазовому фестивалю.

Вокально-инструментальный ансамбль «Золотая карета». Борис Пивоваров, Валерий Гольдберг, Олег (Алик) Кичигин, Александр Цыгальницкий и Виктор Нездийковский

В 1972 году Валерий Ободзинский стал много гастролировать с оркестром Олега Лундстрема, которому было выгодно выступать с популярным певцом, делавшим большие сборы. Для Ободзинского по-прежнему действовал запрет выступлений в РСФСР, и он со своей стороны пытался наладить отношения с Росконцертом, к которому относился оркестр Лундстрема. Музыканты «Золотой кареты» были задействованы в выступлениях оркестра — вплоть до того, что оркестр мог выступать малым составом, а музыканты Ободзинского при этом играли в большом оркестре. В какой-то момент Ободзинский сообщил своим музыкантам, что для восстановления своего статуса переходит в оркестр Лундстрема и забирает с собой в Москву клавишника Юрия Щеглова, гитариста Бориса Пивоварова и барабанщика Александра Цыгальницкого. Цыгальницкий после разговора со своим земляком Олегом (Аликом) Кичигиным, с которым они вместе приехали в Донецк из Хабаровска, уезжать из Донецка отказался, и с Ободзинским поехали Щеглов и Пивоваров.

### Вокально-инструментальный ансамбль «Верные друзья»

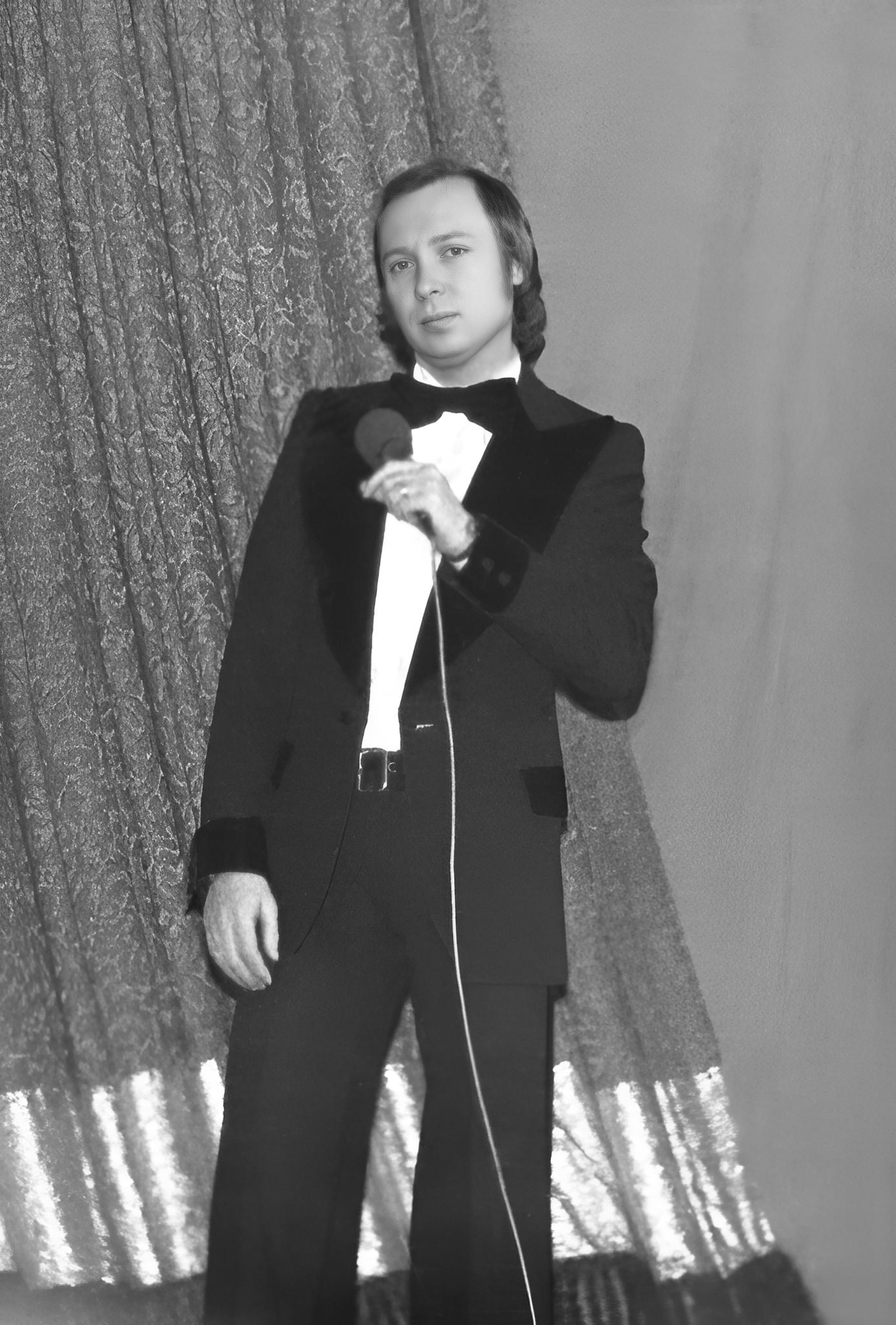
Валерий Ободзинский. 1976

В 1973 году с Валерия Ободзинского был снят годичный запрет на выступления в РСФСР, и он, уйдя из оркестра Лундстрема, который ему уже был не нужен, стал подбирать себе новый, теперь уже московский, аккомпанирующий состав. Директор Ободзинского Ефим Зуперман, отсмотрев в июне 1973 года все выступавшие ансамбли на Всесоюзном фестивале, посвящённом 50-летию образования СССР и X Всемирному фестивалю молодёжи и студентов, остановил свой выбор на вокально-инструментальном ансамбле «Москвичи» и сделал им соответствующее предложение с обязательным условием изменения названия коллектива.
В перешедшую к нему бо́льшую часть ансамбля, который стал называться «Верные друзья», Ободзинский добавил своих прежних музыкантов из донецкой «Золотой кареты», которые, как и Ободзинский, прошли через оркестр Лундстрема транзитом, — пианиста и аранжировщика Юрия Щеглова, ставшего руководителем нового ансамбля, и Бориса Пивоварова. Духовая секция ансамбля была затем усилена ещё одним музыкантом «Золотой кареты» — трубачом Виктором Нездийковским и тромбонистом оркестра Лундстрема Геннадием Киселёвым.
В 1977 году из-за алкогольной и наркотической зависимости Валерий Ободзинский начал срывать один концерт за другим, и к концу года произошёл окончательный разрыв Ободзинского со своим аккомпанирующим составом. «Верные друзья», которые раньше выступали со своим репертуаром небольшой частью концертов Ободзинского и эпизодически делали собственные записи, начали самостоятельную карьеру.
Через год, в 1978 году, после конфликта с новым руководителем «Верных друзей» Ефимом Дымовым, Пивоваров ушёл из ансамбля и, уехав из Москвы, вернулся во Львов. Другой участник «Верных друзей», Георгий Мамиконов, комментировал это следующим образом: «С ним расстались понятно по какой причине».
В 2011 году на прямой вопрос интервьюера, курил ли Пивоваров травку, бас-гитарист и вокалист «Верных друзей» Валерий Дурандин ответил так же прямо: «Да, это было». Георгий Мамиконов говорил, что Борис Пивоваров был «без царя в голове». С Пивоваровым в ансамбле сошёлся Александр Бырыкин, «но у Саши хватило ума себя сдерживать». Иногда Борис Пивоваров становился буйным. Ефим Дымов рассказывал: «Помню, когда внезапно между концертами напился гитарист Пивоваров, в костюмерную никто не решался зайти, потому что в руках у него был нож. Валера [Ободзинский] без раздумья вошёл в комнату и треснул его по лицу, после чего тот успокоился». Своеобразной легендой стал рассказ о том, как Борис Пивоваров неоднократно, будучи в невменяемом состоянии, сидя на стуле за кулисами, «на автомате» играл всю концертную программу Ободзинского и «Верных друзей».

### Альбом «По волне моей памяти»
1975 год по количеству аншлаговых концертов был, предположительно, пиком популярности Валерия Ободзинского. При этом из-за продолжавшего действовать запрета ему удавалось записываться лишь на миньонах и сборниках разных авторов, а единственный собственный его гигант был записан им ещё в 1970 году. Сами пластинки существенных денег не приносили, но напрямую влияли на увеличение концертных доходов. В этой ситуации Ободзинскому поступило предложение от председателя художественного совета фирмы-монополиста «Мелодия», композитора Никиты Богословского, контролировавшего выпуск всех пластинок, кроме гибких, о совместной записи его, Богословского, песен. Условием Богословского были сотрудничество Ободзинского с согласованными авторами и отказ от работы с Давидом Тухмановым и Леонидом Дербенёвым. Ободзинский согласился, записав в сопровождении «Верных друзей» сначала миньон с четырьмя песнями Богословского, затем, в 1976 году, — гигант «Любовь моя — песня», на который, в качестве прощального жеста, попала лишь одна песня Дербенёва («Сколько девчонок на свете» на музыку Александра Зацепина) и одна — Тухманова («Листопад» на слова Владимира Харитонова), причём тухмановская песня уже дважды в 1974 году выходила на других пластинках.

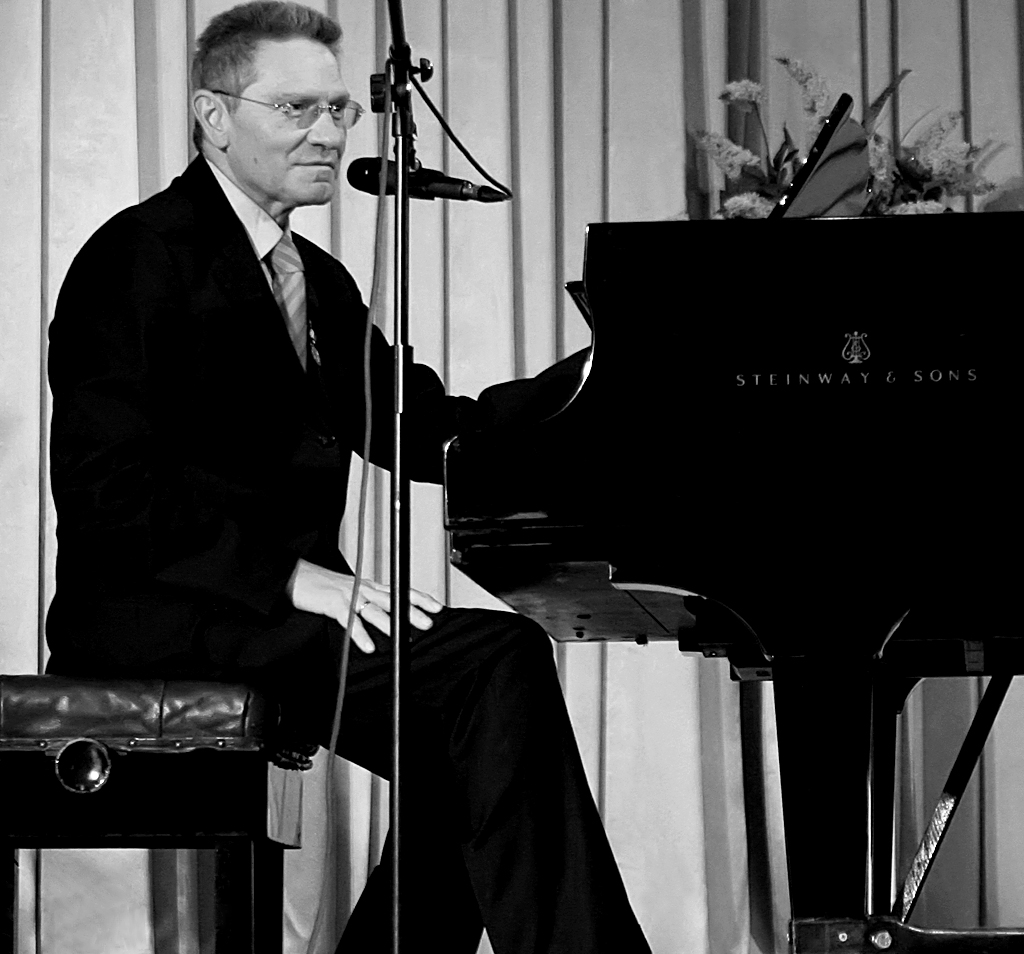
Давид Тухманов. 2007

На новом гиганте Ободзинского «Любовь моя — песня» не оказалось ни одного шлягера. Через полгода после его выхода Ободзинский, понявший свой промах, пришёл к Дербенёву с предложением возобновить сотрудничество. Но ни Дербенёв, ни Тухманов Ободзинского не простили — они не написали для него больше ни одной песни. Одновременно с разворачиванием этого конфликта Тухманов начал работу над альбомом «По волне моей памяти» и выбрал в качестве инструменталистов нового проекта ритм-секцию «Верных друзей» — Бориса Пивоварова (гитара), Аркадия Фельдбарга (бас-гитара) и Владимира Плоткина (ударные), оставив себе клавишные. По свидетельству другого музыканта «Верных друзей», Георгия Мамиконова, Тухманов выбрал этих троих «по слухам. Раньше только так было. Стало известно среди музыкантов, что у нас очень хорошая ритм-секция. Тухманов послушал и пригласил».
На время записи инструментальной части тухмановского альбома у Валерия Ободзинского и «Верных друзей» были заморожены все поездки, что очень не нравилось Ободзинскому. Дополнительное время тратилось и на то, что Тухманову пришлось учить и разбирать ноты вместе с Борисом Пивоваровым, который не знал нотной грамоты. В этом Тухманову помогал Аркадий Фельдбарг.
К моменту выхода альбома «По волне моей памяти» в сентябре 1976 года разрыв между Тухмановым и Ободзинским уже давно произошёл, и Тухманов, не без основания считавший «Верных друзей» ансамблем Ободзинского, убрал с обложки альбома все упоминания о них — при том, что принадлежность всех других музыкантов проекта к каким-либо музыкальным коллективам была не без ошибок, но явно обозначена.
Ефим Дымов, возглавлявший «Верных друзей» после разрыва ансамбля в конце 1977 года с Валерием Ободзинским, считал, что если бы Тухманов написал на обложке альбома о принадлежности Пивоварова, Фельдбарга и Плоткина к «Верным друзьям», то популярность ансамбля впоследствии была бы существенно выше. Сами Пивоваров, Фельдбарг и Плоткин своим участием в тухмановском проекте всегда гордились. В отличие от Пивоварова, ушедшего из ансамбля после конфликта с Дымовым, Фельдбарг и Плоткин покинули «Верных друзей» и Москву позже из-за приказа Министерства культуры РСФСР о запрете приёма на работу в Росконцерт людей, не имевших прописки в РСФСР (оба вернулись в Ригу, из которой в своё время приехали).

### Миньон «Памяти гитариста. Памяти поэта»
В 1975 году ритм-секция вокально-инструментального ансамбля «Верные друзья» последовательно с песнями альбома Давида Тухманова «По волне моей памяти» записала также две баллады, которые составили миньон «Памяти гитариста. Памяти поэта», вышедший лишь в 1978 году. Тухманов не мог найти для его записи певца с большим диапазоном голоса, и Борис Пивоваров вспомнил солиста и бас-гитариста ансамбля «Добры молодцы» Александра Евдокимова, которого он слышал на концерте во Львове и потом на джем-сейшене в клубе, куда Евдокимова пригласили львовские музыканты. Пивоваров тогда с Евдокимовым не знакомился, но голос его запомнил, и мнение Бориса Пивоварова послужило достаточной рекомендацией для Давида Тухманова и Татьяны Сашко к приглашению Александра Евдокимова сначала к прослушиванию, а затем к записи пластинки.
Сохранилась обложка миньона «Памяти гитариста. Памяти поэта», который Тухманов подарил Пивоварову со следующим инскриптом: «Дорогому Боре Пивоварову на добрую память с горячей благодарностью за эту пластинку».
По некоторым сведениям, Борис Пивоваров встречался с Давидом Тухмановым в 1980-е годы в Крыму вместе с другими музыкантами львовского вокально-инструментального ансамбля «Під Левом», в котором он тогда играл.

### Вокально-инструментальный ансамбль «Смеричка»
С 1980 года Борис Пивоваров непродолжительное время играл в украинском вокально-инструментальном ансамбле «Смеричка». На временную работу в «Смеричку» его пригласил музыкальный руководитель ансамбля Александр Соколов — вместо сдававшего экзамены в консерваторию гитариста Юрия Луцейко. Соколов, по его словам, ещё до «Смерички» давно и хорошо знал Пивоварова и говорил, что тот мог играть на гитаре целый день. Спустя несколько десятилетий он называл Бориса Пивоварова «выдающимся гитаристом и замечательным человеком», но, не конкретизируя, говорил, что «были у него и свои минусы».

### Вокально-инструментальный ансамбль «Під Левом»
С 1982 года Борис Пивоваров играл во львовском вокально-инструментальном ансамбле «Під Левом» («Подо Львом»), выступавшем в одноимённом ресторане. Выиграв конкурс Львовского объединения музыкальных ансамблей, ансамбль получил возможность поменять площадку для выступлений и, вернув себе старое название «Джерело», перешёл в ресторан «Молодёжный».
Песни ансамбля, записанные на репетициях звукорежиссёром Маркияном Дрибнюком, в начале 2000-х годов были отреставрированы им на собственной студии MD и в 2003 году изданы на компакт-диске, посвящённом двум умершим к тому времени участникам ансамбля — Борису Пивоварову и Александру Балаяну.

### Последние годы
Борис Пивоваров умер от последствий алкоголизма и наркомании в возрасте сорока трёх лет в 1995 году во Львове; похоронен там же. По той же причине умер переживший Бориса Пивоварова лишь на два года Валерий Ободзинский, в аккомпанирующих составах которого «Золотая карета» и «Верные друзья» гитарист работал несколько лет.

## ЭлектрогитараGibson Les Paul 54 Custom

Электрогитара Бориса Пивоварова Gibson Les Paul 54 Custom

Гитара Бориса Пивоварова завершала образ легендарного советского гитариста, о котором на протяжении десятилетий почти ничего не было известно. О «знаменитом Gibson’е» Пивоварова говорили, что гитара была «окутана особой таинственностью».
Электрогитару Gibson Les Paul 54 Custom Борис Пивоваров купил в 1973 году, в самом начале своей работы в «Верных друзьях», за очень большие по тому времени 3500 рублей (среди коллекционеров и музыкантов эта гибсоновская гитара, будучи полностью чёрной, известна как Black Beauty — «чёрная красавица») и уже не расставался с ней до конца жизни. По ироничному воспоминанию звукооператора Эдварда Зайца, Пивоваров «играл на гитаре с утра и до утра, не выпуская её из рук».
По свидетельству одного из присутствовавших на похоронах Бориса Пивоварова в 1995 году во Львове, вдова гитариста говорила, что не будет продавать гитару, а отдаст её какому-нибудь талантливому молодому гитаристу. Но в итоге пивоваровская гитара оказалась на хранении в студии SBI Records Игоря Бабенко в Москве.

## Рецепция личности и творчества
Предметом шуток друзей Бориса Пивоварова были его довольно толстые пальцы рук: «как это ты умудряешься нажимать эти тонкие струны своими „нескрипичными пальчиками“?»
В 1972 году Борис Пивоваров был назван ведущим одной из западных радиостанций «советским Клэптоном».
Украинский гитарист Сергей Гурин, которому в год выхода альбома «По волне моей памяти» в 1976 году было 17 лет, спустя десятилетия писал об игре Бориса Пивоварова, что тот «ловко справлялся с интереснейшими партиями и лил каскады импровизаций в различных по стилю треках пластинки Д. Тухманова». В 1978 году Гурин побывал в Анапе на концерте вокально-инструментального ансамбля «Верные друзья», где Пивоваров исполнил две джаз-роковые композиции:
Это было захватывающе: его гитара была очень послушной в его руках, он представил удивительные композиции, вмещающие в себе и разнообразные гармонии, переменные ритмы, и интересные гитарные мелодические линии. Не стану врать — он меня поразил… <…> …Его игра, аура профессионала в области гитары как-то надолго оставила след в моей памяти.
Окончив Львовскую государственную консерваторию имени М. В. Лысенко по классу гитары и начав преподавать с 1991 года в Львовском государственном музыкальном училище имени С. П. Людкевича, Сергей Гурин услышал от одного из своих учеников, что тот «несколько лет назад слышал Б. Пивоварова в каком-то львовском клубе, что это было сногсшибательно, что в пассаже Пивоваров промахнулся позицией (а, может, это кому-то и показалось), но пассаж от этого только выиграл, потому что был построен на каком-то „крутом ладе“, и что, вроде бы, Пивоваров занимался по школе знаменитого саксофониста Колтрейна».
По свидетельству Сергея Гурина, «слава <…> Бориса Пивоварова <…> гремела по всему Советскому Союзу». Сам Гурин через много лет после смерти Пивоварова говорил, что в своё время «обожествлял» этого гитариста и опасается «узнать о нём что-то такое, что может разрушить» его «лично созданный миф о кумире».
Саксофонист Ефим Дымов, который после разрыва «Верных друзей» в 1977 году с Валерием Ободзинским возглавил ансамбль, уже после смерти Бориса Пивоварова характеризовал его как человека «простого и приятного», но «слабого на выпивку и травку». Вокалист «Верных друзей» Виктор Грошев говорил о Пивоварове: «Он ведь знал ноты, и гитарист был от Бога! Боря Пивоваров мог быть никаким, вдребезги пьяным, но отыграть концерт божественно. Его просто сажали на стул за кулисами, и он играл. Талантливый человек! Но, часто выпивал. Хотя, кто в той гастрольной нашей жизни не выпивал…» Скрипач Илья Фойгель, также работавший вместе с Пивоваровым в ВИА «Верные друзья», вспоминал:
Закладывал Боря очень сильно, к сожаленью. Да и не только алкоголь, и наркота была. Насколько талантлив был, настолько и неуправляем. Но я считаю, что и его жена сыграла здесь отрицательную роль. Если мы гастролировали по Украине, то она зачастую сопровождала Борю, и обязательно присутствовало спиртное. Скажем, работаем в Виннице. От Львова доехать совсем недалеко. И она сопровождала Борю так очень часто. Тамара — бывшая гимнастка, которая стала домохозяйкой. Времени у неё было много…
Певец Игорь Иванов, который творчески пересёкся с Пивоваровым, видимо, единственный раз — на записи песни Давида Тухманова «Из вагантов», вспоминал об этом: «Очень жалко, что Тухманов вырезал коду в песне „Из вагантов“. Там Пивоваров так играл на гитаре, что я просто заслушивался. Он играл так вкусно! Так красиво! Это было просто замечательно! Вообще Пивоваров выдающийся гитарист. Музыкант от Бога!»

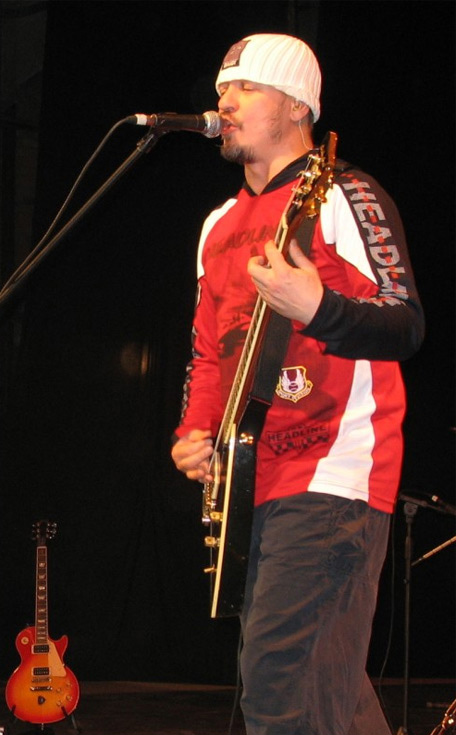
Алексей Белов. 2006

На рубеже 1980-х годов Борис Пивоваров считался одним из лучших гитаристов в СССР. В 2015 году продюсер Миша Плоткин вспоминал, как в 1980 году неосмотрительно показал Давиду Тухманову, который искал исполнителей для своего нового альбома «НЛО», участника своего вокально-инструментального ансамбля «Надежда» Алексея Белова с предложением «послушать гитариста, который ничуть не хуже, а может даже лучше» Бориса Пивоварова. Это привело к необратимым потерям «Надежды»: Тухманов посмотрел не только Белова, но и других участников плоткинского ансамбля, и после этого трое из них — Алексей Белов, Николай Носков (вокал, ритм-гитара) и Дмитрий Серебряков (ударные) — перешли в созданную Тухмановым под запись нового альбома группу «Москва».

## Песни (партия гитары)

### Альбом «По волне моей памяти» (1976)
- Я мысленно вхожу в ваш кабинет (Давид Тухманов — Максимилиан Волошин) — вокал Мехрдад Бади
- Из Сафо (Давид Тухманов — Сапфо, перевод Викентия Вересаева) — вокал Наталия Капустина
- Из вагантов (Давид Тухманов — ваганты, перевод Льва Гинзбурга) — вокал Игорь Иванов
- Приглашение к путешествию (Давид Тухманов — Шарль Бодлер, перевод Ирины Озеровой) — вокал Александр Бырыкин
- Доброй ночи (Давид Тухманов — Перси Биши Шелли) — вокал Мехрдад Бади
- По волне моей памяти (Давид Тухманов — Николас Гильен, перевод Инны Тыняновой) — вокал Владислав Андрианов
- Сентиментальная прогулка (Давид Тухманов — Поль Верлен, перевод Ариадны Эфрон) — вокал Сергей Беликов
- Сердце моё, сердце (Давид Тухманов — Иоганн Вольфганг Гёте, перевод Вильгельма Левика) — вокал Александр Лерман
- Смятение (Давид Тухманов — Анна Ахматова) — вокал Людмила Барыкина
- Посвящение в альбом (Давид Тухманов — Адам Мицкевич, перевод Семёна Кирсанова) — вокал Вера Капустина, Людмила Иванова, Наталия Олеарник, Алла Гавричкина, Виктор Енченко

### Миньон «Памяти гитариста. Памяти поэта» (1978)
- Памяти гитариста (Давид Тухманов — Роберт Рождественский) — вокал Александр Евдокимов
- Памяти поэта (Давид Тухманов — Андрей Вознесенский) — вокал Александр Евдокимов

### ВИА «Верные друзья»
- Лишний билет (Сергей Березин — Леонид Дербенёв) — вокал Валерий Дурандин (миньон «Верные друзья», 1974)[16]
- Песня верных друзей (Тихон Хренников — Михаил Матусовский) — вокал Евгений Гудков (миньон «Верные друзья», 1974)[16]

## Комментарии
1. ↑  В русском переводе в исполнении Валерия Ободзинского песня называлась «Я верю».
2. ↑  При этом для Ободзинского ещё некоторое время сохранялся запрет на выпуск пластинок-гигантов и — вплоть до перестройки — запрет на появление на телевидении, наложенный председателем  Государственного комитета по радио и телевещанию при Совете Министров СССР в 1970—1985 годах Сергеем Лапиным. Проводивший на телевидении последовательную антисемитскую политику Лапин ошибочно считал поляка Ободзинского из-за его одесского происхождения евреем. Лапину приписывается такой диалог: «Немедленно уберите Градского!» — «Это не Градский, а Ободзинский». — «Тем более: нам одного Кобзона хватит!» (см.: Анна Есенина и Валерий Ободзинский. Pressa Today (10 февраля 2016). Дата обращения: 8 января 2017. Архивировано 15 марта 2016 года.).
3. ↑  Единственным исключением из этого стали несколько песен Леонидом Дербенёва на музыку Александра Зацепина, записанных Ободзинским для фильма «Между небом и землёй», но написаны они были ещё до конфликта (см.: Колпаков Валерий. Неверные друзья Валерия Ободзинского. Часть 3. По волне моей памяти: Тухманов против Богословского. Специальное радио (6 марта 2006). Дата обращения: 5 января 2017. Архивировано 6 января 2017 года.).
4. ↑  Чуть позже выхода компакт-диска умер бывший солист ансамбля «Під Левом» Орест Жукевич (см.: ВИА «Під Левом». Вокально-инструментальные ансамбли СССР. Дата обращения: 14 января 2017. Архивировано 2 января 2017 года.).
5. ↑  Толстые пальцы рук у гитариста — не редкий случай. Довольно толстые пальцы были даже у «отца» современной академической гитары Андреса Сеговии.
6. ↑  Например, по мнению журналиста Алексея Михалёва, снявшего к 40-летию выхода альбома документальный фильм «На своей волне», «Тухманову удаётся создать суперкоманду, своего рода „сборную Советского Союза“» (см.: Михалёв Алексей. На своей волне: Документальный фильм. Россия-24 (1 января 2017). Дата обращения: 16 января 2017. Архивировано 4 февраля 2017 года.).